# Drucktechnik
Unter dem Begriff Drucktechnik werden alle Verfahren zur Vervielfältigung von Druckvorlagen zusammengefasst, wie Buchdruck, Offsetdruck, Tiefdruck, Flexodruck, Siebdruck und Digitaldruck. Bei diesen Drucktechniken werden unterschiedliche Verfahren angewandt, um Druckfarben auf einen Bedruckstoff zu übertragen.
Die hier erklärten Drucktechniken können der  Massenfertigung von Druckerzeugnissen durch wiederholte Verwendung einer einzigen Druckvorlage dienen. Diese können als Serienprodukt in der sogenannten „Auflage“ auf einem Markt angeboten werden (siehe Massenmedien).

## Grundlagen
„[Drucken ist die …] Wiedergabe einer textlichen respektive bildlichen Darstellung in beliebiger Anzahl durch Übertragung von Druckfarben bzw. färbenden Substanzen auf den Bedruckstoff mittels einer Druckform. DIN 8730“

Die Vorbereitung dieser Druckform erfolgt in der Druckvorstufe. Die Reproduktionstechnik befasst sich mit der Wiedergabe von Bildern und Texten und erstellt die Druckformen für die verschiedenen Druckverfahren. Bilder werden in den genormten Druckfarben Cyan (Blaugrün), Magenta (Rot), Gelb und Schwarz möglichst originalgetreu wiedergegeben. In einem Maschinenlauf können diese Farben nacheinander gedruckt werden. Beim Druck von Schmuckfarben, zum Beispiel beim Verpackungsdruck, werden fertig gemischte Druckfarben eingesetzt.
Die modernen Druckmaschinen im Offset- und Tiefdruck übertragen die Druckfarbe von einem Druckzylinder auf Bogen oder Bahnen des Bedruckstoffes. Druckmaschinen im Bahnendruck, wie der Rollenoffset und der Rotationstiefdruck, können Geschwindigkeiten zwischen 600 und 900 Metern pro Minute erreichen. Die Maschinen im Bogendruck sind allgemein langsamer, können jedoch Bogen aus Karton, Blech und Kunststoff bedrucken.
Seit den 1950er Jahren haben technische Fortschritte in der Fotografie und ab den 1960er Jahren in der Elektronik die Herstellung der Druckvorlagen tiefgreifend verändert. Mit Hilfe des Computers lässt sich der Reproduktionsprozess heute derartig beschleunigen, dass Texte und Abbildungen innerhalb kurzer Zeit direkt auf die Druckplatte übertragen (Computer to Plate) oder auf den Druckzylinder (Helio-Klischograph) graviert werden.

## Druckprinzipien

Schema Fläche gegen Fläche

Es wird zwischen drei Druckprinzipien unterschieden:
- Fläche gegen Fläche (flach gegen flach)
- Zylinder gegen Fläche (rund gegen flach)
- Zylinder gegen Zylinder (rund gegen rund)

### Fläche gegen Fläche
Es handelt sich hier um das älteste der drei Verfahren. Bei diesem Prinzip wird das zu bedruckende Material von einer flachen Gegendruckplatte (Tiegel) mit großer Kraft auf eine flache, eingefärbte Druckformplatte gedrückt. Dabei wird die Farbe übertragen. Die Nachteile des Prinzips sind die notwendigen Kräfte bei größeren Flächen und die eingeschränkte Geschwindigkeit. Tiegeldruckpressen (Druckerpressen) arbeiten nach diesem Prinzip.

Schema Zylinder gegen Fläche

### Zylinder gegen Fläche
Im 19. Jahrhundert entwickelte Friedrich Koenig die Stoppzylinderpresse. Er übertrug damit das Prinzip flach gegen rund der Kupferdruckpresse aus dem Tiefdruck auf den Hochdruck.
Beim Prinzip rund gegen flach erfolgt der Anpressdruck auf den Bedruckstoff durch die Drehbewegung des Druckzylinders über der Druckform. Dabei dreht sich der Zylinder festgelagert um seine Achse, während der Bedruckstoff bei jedem Druckvorgang synchron unter ihm durchbewegt wird (Druckabwicklung). Dadurch ist der Anpressdruck nur innerhalb eines schmalen Streifens, nämlich der „tangentialen“ Kontaktfläche zwischen rundem Zylinder und ebener Druckform wirksam. Auf diese Weise wurden höhere Geschwindigkeiten und größere Formate im Druck möglich, was vor allem für den Zeitungsdruck benötigt wurde.

### Zylinder gegen Zylinder

Schema Zylinder gegen Zylinder

Hier funktioniert der Druckvorgang über zwei Zylinder. Die runde Druckform wird auf dem Druckzylinder befestigt. Der Bedruckstoff wird über den Gegendruckzylinder entweder als Bogen oder Rolle an den Formzylinder gepresst und so bedruckt.
Durch die nicht unterbrochene Rotation von Zylinder gegen Zylinder ist Abstoppen, Zurückfahren und Wiederbeschleunigen wie bei der schweren flachen Druckform nicht nötig. Der Druckformen-Rücklauf bei Buchdruck-Schnellpressen ist nur bei abgestelltem Druck möglich. Aus physikalischen Gründen ist beim Prinzip rund gegen rund eine wesentliche Steigerung der Umdrehungszahlen bei Rotationsmaschinen möglich. Moderne Druckmaschinen arbeiten sowohl im Bogen- als auch im Rollenbereich nach diesem Prinzip.
Das Prinzip rund gegen rund kann sowohl direkt, als auch indirekt erfolgen. Direkte Druckverfahren zeichnen sich dadurch aus, dass das Druckbild direkt von der Druckform auf den Bedruckstoff gebracht wird. Deshalb muss das Druckbild seitenverkehrt auf der Druckform angebracht sein. Beispiele für ein direktes Druckverfahren unabhängig vom Druckprinzip sind der Rakeltiefdruck, der Buchdruck und der Flexodruck.
Im indirekten Druckverfahren wird das Druckbild zunächst auf einen Zwischenträger angebracht. Der Zwischenträger ist flexibel und gibt die Farbe an den Bedruckstoff weiter ab. Aus diesem Grund muss das Druckbild bei einem indirekten Druckverfahren seitenrichtig sein. Beispiele für ein indirektes Druckverfahren sind der Offsetdruck, der Lettersetdruck und der Tampondruck.

## Druckverfahren
| Flachdruck | Tiefdruck | Digitaldruck | Siebdruck | Hochdruck |
| ---------- | --------- | ------------ | --------- | --------- |
| 70 %       | 12 %      | 08 %         | 06 %      | 04 %      |

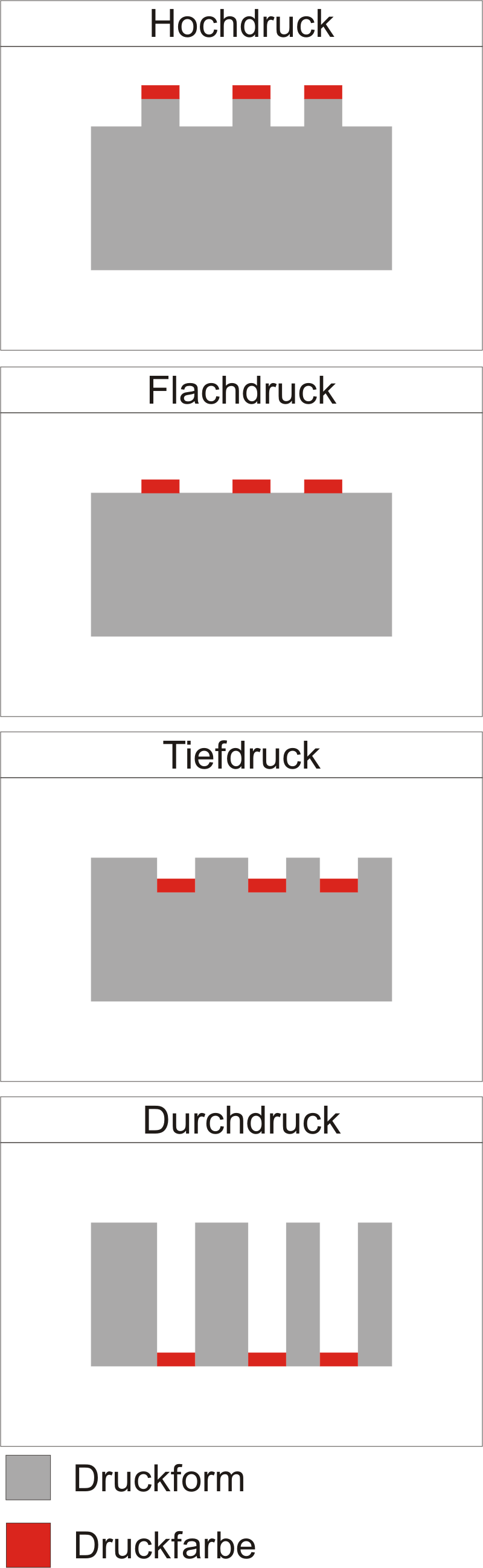
Schema der Hauptdruckverfahren nach DIN 16500

Druckverfahren werden nach den folgenden Gesichtspunkten unterschieden
- nach dem Verhältnis, in dem Druckelemente zur Druckform stehen, wie Flach-, Hoch-, Tief- und Durchdruck. Nach diesem Merkmal werden die Druckverfahren auch in der DIN 16500 in die Hauptdruckverfahren unterschieden:
  - Hochdruck: Bildstellen der Druckform stehen höher als Nichtbildstellen, zum Beispiel Buchdruck und Flexodruck
  - Flachdruck (siehe auch Lithografie): hier liegen Bildstellen und Nichtbildstellen der Druckform annähernd auf einer Ebene, zum Beispiel beim Offsetdruck
  - Tiefdruck: Bildstellen der Druckform liegen tiefer als Nichtbildstellen
  - Durchdruck: Bildstellen der Druckform bestehen aus den Öffnungen einer Schablone meist auf einem farbdurchlässigen Schablonenträger, einem Sieb aus Kunststoff- oder Metallfäden. Nichtbildstellen sind farbundurchlässig, zum Beispiel Siebdruck und Risographie.
- nach dem Material der Druckform, zum Beispiel Steindruck, Kupferdruck
- nach der Bearbeitungsart der Druckform, zum Beispiel manuell beim Holzschnitt oder der Lithografie, chemisch wie bei der Ätzung (Radierung, Klischee) oder fotomechanisch wie beim Lichtdruck
- nach dem Automatisierungsgrad, zum Beispiel handwerkliche, manuelle, halbautomatische, automatische oder industrielle Druckprozesse
- nach dem Übertragungsweg: Hier werden direkte von indirekten Druckverfahren unterschieden. Direkte Druckverfahren zeichnen sich dadurch aus, dass das Druckbild direkt von der Druckform auf den Bedruckstoff gebracht wird. Deshalb muss das Druckbild seitenverkehrt auf der Druckform angebracht sein. Beispiele für ein direktes Druckverfahren sind der Rakeltiefdruck, der Buchdruck und der Flexodruck. Im indirekten Druckverfahren wird das Druckbild zunächst auf einen Zwischenträger angebracht. Der Zwischenträger ist flexibel und gibt die Farbe an den Bedruckstoff weiter ab. Aus diesem Grund muss das Druckbild bei einem indirekten Druckverfahren seitenrichtig sein. Beispiele für ein indirektes Druckverfahren sind der Offsetdruck und der Tampondruck.

### Hochdruck

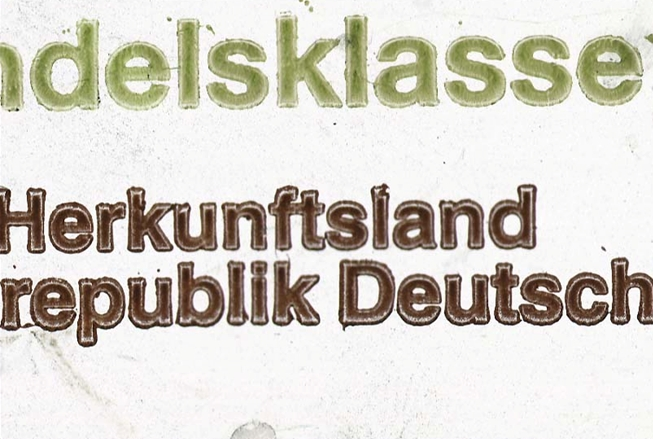
Beispiel für den Hochdruck mit typischem Quetschrand

Der Buchdruck konnte sich nach der Verbesserung verschiedener Druckvorgänge und Werkzeuge durch Johannes Gutenberg im 15. Jahrhundert schnell verbreiten. Der Buchdruck wird heute als Hochdruck bezeichnet, weil die Druckelemente erhaben auf der Druckform stehen.
Bei den konventionellen Buchdruckmaschinen unterscheidet man grundsätzlich zwischen Tiegeldruckpresse, Zylinder-Druckpresse und Rotationsmaschine. Bei der Tiegelpresse erfolgt der Druck flach/flach, da die flache Druckfläche des Tiegels gegen die flache, meist vertikal in die Tiegeldruckmaschine eingespannte Druckform gepresst wird. Bei der Zylinderdruckpresse wird flach gegen rund gedruckt, das heißt, die flache Form wird beim Druckvorgang in der Regel unter dem runden Druckzylinder durchgezogen. Bei der Rotationsmaschine erfolgt der Druck rund gegen rund, indem der Anpressdruck des Druckzylinders gegen die runde Druckform, das sogenannte „Rundstereo“, erfolgt. Beim Tiegel und bei Zylinderpressen erfolgt der Papiereinzug stets in Einzelbogen, bei den Rotationsmaschinen in der Regel in Bahnen von der Rolle. Allerdings sind im Buchdruck für spezielle Fertigungsanforderungen auch Bogen-Rotationsmaschinen in Gebrauch.
Aus dieser Grundform des Hochdrucks entwickelten sich weitere Druckformen:

#### Indirekter Buchdruck, Letterset
Letterset ist ein indirekter Hochdruck, bei dem die Druckvorlage von einem seitenrichtigen Klischee gedruckt wird. Dieses wird gebogen und auf dem Druckzylinder befestigt. Das Hochdruckklischee überträgt das Druckbild auf ein Gummituch, den sogenannten Gummizylinder, wodurch das seitenverkehrte Abbild entsteht, das ähnlich wie im Offsetdruck, vom Gummituch auf das Papier gedruckt wird. Der Druckvorgang erfolgt jedoch ohne die Verwendung von Wasser, wie dies im Flachdruck nötig ist. Dieser indirekte Buchdruck wird wegen dieser Ähnlichkeit auch als Trockenoffset bezeichnet, er gehört jedoch zu den Hochdruckverfahren. Anwendung findet der indirekte Buchdruck in der Verpackungsindustrie und beim Endlosdruck.

#### Flexodruck
Der Flexodruck ist ein neueres Hochdruckverfahren, bei dem die Druckform aus einer flexiblen Fotopolymerplatte besteht. Anwendungsgebiete des Flexodrucks sind vor allem Verpackungsfolien. Der Flexodruck steht in einem Wettbewerb mit dem Kupfertiefdruck, mit dem aber qualitativ bessere Ergebnisse erzielt werden. Wegen der hohen Druckvorkosten beim Erstellen der Kupferplatte ist dieser für kleine und mittlere Auflagen unwirtschaftlich. Die Effizienz im Flexodruck wird durch die Verwendung von vorgefertigten Endlosdruckformen erheblich verbessert. Es handelt sich hier um speziell entwickelte und auf den Einsatzzweck angepasste Kautschukmischungen, die mit Lösemittelfarben, Wasserfarben oder UV-Farben arbeiten. Nach der Vulkanisation auf dem Trägermaterial (Sleeve) wird das Druckmotiv mittels CO2-Lasers in die Oberfläche graviert. Dieses Verfahren heißt Flexo-Direktgravur.

### Tiefdruck

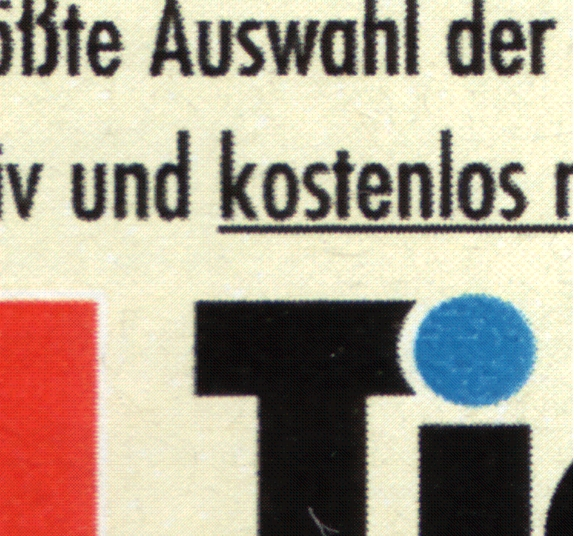
Tiefdruckbeispiele mit Sägezahnrändern

Der Tiefdruck ist ein Druckverfahren, bei dem die druckenden Elemente durch chemische oder mechanische Verfahren vertieft auf den Druckformzylinder übertragen werden. Die einzelnen, durch ein gleichmäßiges Rastergitter voneinander abgesetzten Vertiefungen nennt man Näpfchen. Die Näpfchen wurden früher durch Ätzung, heute durch mechanische Gravur mittels kleiner Diamantstichel oder Lasergravur erzeugt. Beim Druckvorgang wird der Druckformzylinder mit relativ dünnflüssiger Druckfarbe eingefärbt und die überschüssige Farbe durch eine Rakel blank vom Zylinder abgestreift. Die Farbe für den Druckvorgang bleibt daher nur in den vertieften Stellen des Zylinders zurück; es drucken also nur diese Partien. Durch hohen Anpressdruck erfolgt die Übertragung der Farbe auf den Bedruckstoff. Die Farbauftragsmenge für einen Abbildungsbereich wird durch die Tiefe der Näpfchen bestimmt. Der Hell-Dunkel-Effekt einer Abbildung im Tiefdruck hängt somit von der Menge der aufgetragenen Farbe ab. Dieser Umstand unterscheidet den Tiefdruck vom Buch- und Offsetdruck, wo das optische Ergebnis von Halbtonabbildungen nur durch die unterschiedliche Größe der einzelnen Rasterpunkte in den entsprechenden Bildpartien bestimmt wird.
Der Rotationstiefdruck, das heißt der Tiefdruck mit zylindrisch ausgeführten Druckformen, ist bei Massendrucksachen, Zeitschriften, Dekorfolien in der Möbelindustrie und Tapeten in sehr hohen Auflagen wirtschaftlich. Den hohen Kosten der Druckform stehen geringe Kosten im Auflagendruck gegenüber. Besonders für den Dekordruck ist die Möglichkeit des nahtlosen Endlosdrucks von Bedeutung.

### Flachdruck

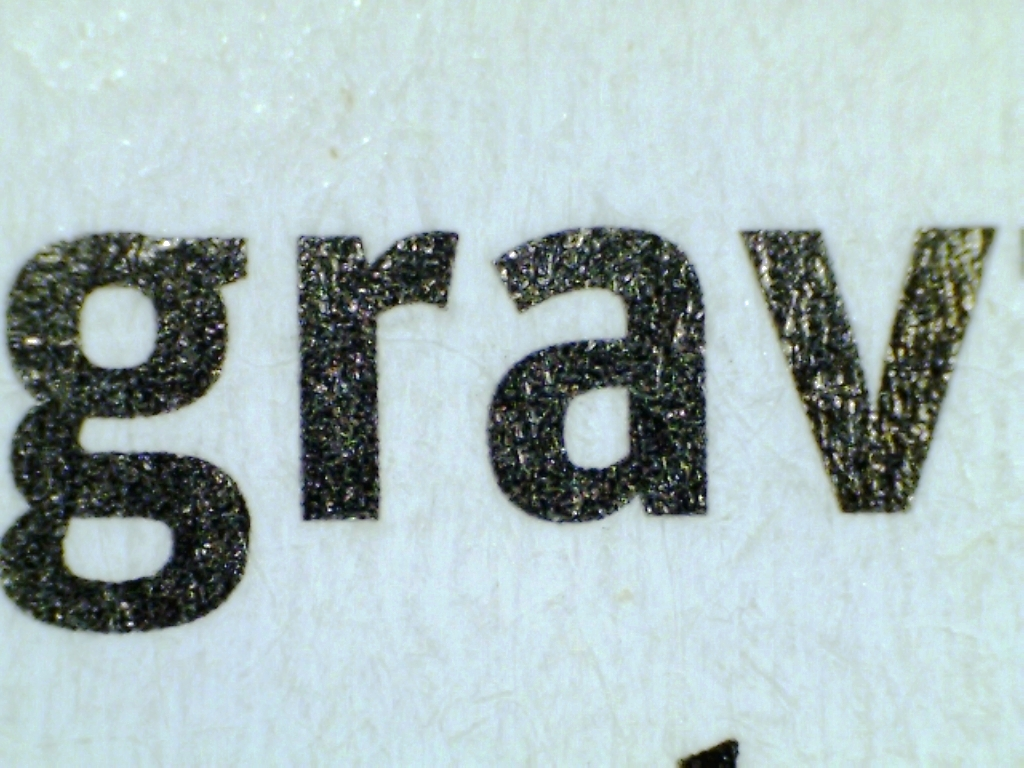
Typisches Flachdruckbeispiel zeigt klare Konturen und weitgehend homogene Farbflächen

Beim Flachdruck liegen druckende und nichtdruckende Partien in einer Ebene. Das Prinzip basiert hier auf dem chemischen Gegensatz von Fett und Wasser. Während die druckenden Partien fettfreundlich  sind, werden die nichtdruckenden Stellen mit einem Wasserfilm befeuchtet und stoßen die fettreiche Druckfarbe ab. Die druckenden, fettfreundlichen Partien werden mit Tusche, Fettkreide, Fettstiften oder auf fotografischem Wege aufgetragen und nehmen Farbe an. Die nichtdruckenden Stellen hingegen sind hydrophil aufbereitet, nehmen das Feuchtwasser auf und stoßen die Farbe im Druckprozess ab. Die druckenden Flächen werden als lipophil, die nichtdruckenden als hydrophil bezeichnet. Zum Flachdruck zählen der Steindruck, der Offsetdruck, der Lichtdruck, der Photochromdruck und der Polyfoliendruck. Dabei stellt der Offsetdruck eine Weiterentwicklung des Steindruckes dar, indem indirekt über ein Gummituch gedruckt wird. Sonderformen des indirekten Flachdrucks benutzen statt eines Gummituchs Umdruckpapier oder -folien.
In der Praxis werden heute Bogen- und Rollenoffsetdruckmaschinen eingesetzt. Vorteile des Offsetdrucks sind die große Vielfalt an Bedruckstoffen und die schnelle und kostengünstige Herstellung der Druckformen. Tageszeitungen, Massendrucksachen, Zeitschriften und Verpackungen sind mit hohen Auflagen oder Umfängen im Rollenoffsetdruck wirtschaftlich. Plakate, Fotobücher, Werbedrucksachen oder hochveredelte Druckerzeugnisse werden bei kleinen bis mittleren Auflagen im Bogenoffsetdruck wirtschaftlich und mit hoher Qualität hergestellt.

### Durchdruck

Schema des Druckprinzips beim Siebdruck

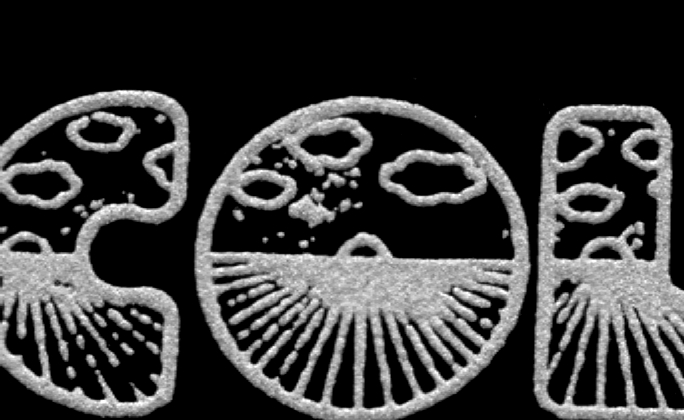
Der Siebdruck nutzt Schablonen für die bildfreien Partien. Die dicke Farbschicht zeigt Böschungen am Rande, manchmal auch eine Sägezahnstruktur als Abdruck des Siebes.

Das bekannteste Durchdruckverfahren ist der Siebdruck oder die Serigrafie, bei der die Druckfarbe mit einem wischerähnlichen Werkzeug, dem Gummirakel, durch ein feinmaschiges textiles Gewebe hindurch auf das zu bedruckende Material gedrückt wird. Die Druckform des Siebdrucks besteht aus einem Rahmen, der mit einem Gewebe aus Metall- oder Kunststoff bespannt ist. Das Gewebe trägt eine Schablone aus Kunststoff, zu deren Herstellung die gesamte Fläche des gespannten Gewebes mit einem Fotopolymer beschichtet und über einen positiven Film mit dem zu druckenden Motiv belichtet wird. Das Fotopolymer erhärtet an den nicht druckenden Stellen, das unbelichtete Material wird ausgewaschen. Beim Druckvorgang tritt die Druckfarbe nur dort durch Gewebe, wo dieses freigewaschen wurde.
Im Siebdruckverfahren können die unterschiedlichsten Materialien bedruckt werden, sowohl flache Folien und Platten als auch geformte Objekte, wie Flaschen, Kunststoffbehälter und Kleidungsstücke. Dazu verwendet man je nach Material spezielle Druckfarben. Hauptsächlich werden Papiererzeugnisse, Kunststoffe, Textilien, Keramik, Metall, Holz und Glas bedruckt. Im Vergleich zu anderen Druckverfahren ist die Druckgeschwindigkeit relativ gering. Der Siebdruck ist ein direktes Druckverfahren. Zwischen Druckform und Bedruckstoff besteht ein Zwischenraum von ein bis wenigen Millimeter, der nötig ist, um den Absprung zu ermöglichen. Diese Siebabsprunghöhe wird lokal und temporär dort aufgehoben, wo die Rakel das Sieb so weit niederdrückt, dass die Schablone auf dem Bedruckstoff aufliegt. Hier werden in diesem Moment die Konturen abgedichtet und die Farbe auf den Bedruckstoff übertragen. Bewegt sich die Rakel weiter, hebt sich das gerade überstrichene Gewebe mit Schablone wieder an.

Beim Schablonendruck ohne tragendes Sieb muss die Schablone selbst ausreichend fest sein und ist beispielsweise aus Stahl gefertigt und direkt in den Rahmen gespannt. Wie beim Stencil sind die möglichen Druckbilder eingeschränkt. Eingesetzt wird dieses Verfahren beispielsweise zum Aufbringen der Lotpaste bzw. des Klebers auf meist rechteckige SMD-Anschlussflächen auf Leiterplatten. Ein Zusetzen von Maschen mit Druckpastenbestandteilen – wie es beim sonst nahezu identischen Siebdruckverfahren möglich ist – kann nicht auftreten. Beim Siebdruckverfahren hingegen können dank des tragenden Siebes auch Nichtbildstellen dargestellt werden, die von Bildstellen vollständig und lückenlos umschlossen sind.

### Weitere Druckverfahren
Andere Druckverfahren, die Sonderformen oder Ableitungen der genannten Druckarten sind:

#### Tampondruck
Der Tampondruck ist ein indirekter Rakel-Tiefdruck. Die Vorlage wird mit Hilfe eines Tampons aus porösem Silikonkautschuk von einer Fläche (Tiefdruckform) auf einen Gegenstand, zum Beispiel Tasse, Kugelschreiber übertragen und kann damit auch auf unebene Bedruckstoffe appliziert werden. Deswegen wird der Tampondruck besonders bei der Produktion von Werbegeschenken verwendet, ebenso bei der feinen Bedruckung von Modelleisenbahnen und Zifferblättern von Uhren und bei der Beschriftung elektronischer Bauelemente und Schalter.

#### Stempeldruck
Der Stempeldruck ist eines der ältesten Druckverfahren, bei dem die einzelnen Druckformen auf den Druckstoff aufgedrückt werden. Stempeldruck ist ein Flexodruckverfahren und als solches dem Hochdruck zuzuordnen.

#### Pochoir
Beim Pochoir, auch Stencil oder Schablonenkunst genannt, werden Grafiken und Texte mittels Schablonen aufgetragen und gilt als eine der ältesten industriellen Farbdrucktechniken. Das Verfahren wurde ab 1796 im französischen Épinal eingesetzt. Heute wird dort noch immer in dieser Technik gedruckt. Pochoir kommt heute in der Streetart vor und ist als eine Unterart des Graffito zu betrachten. Dieses Druckverfahren kann im weitesten Sinne dem Siebdruck zugeordnet werden.

#### Prägedruck
Beim Prägedruck werden zusätzlich zum Farbauftrag Muster in das zu bedruckende Material geprägt. Prägedruck findet zum Beispiel für Buchdeckel, Glückwunschkarten und Tapeten Verwendung.
Beim Einprägen von Mustern ohne Farbauftrag spricht man von Blindprägung, Blindpressung, Blinddruck oder Gaufrieren. Da hier kein Farbauftrag stattfindet, handelt es sich nicht um Drucktechnik im Sinne der üblichen Definition, die auch in diesem Artikel verwendet wird. Blinddruck gab es in Form von Roll- und Stempelsiegeln bereits im 4. Jahrtausend v. Chr. in Mesopotamien und in Ägypten.

#### Zerrdruck
Der Zerrdruck ist ein Verfahren, bei dem ein Bild von einem Klischee auf eine Knetmasse auf Silikonkautschukbasis übertragen, verformt und anschließend als verzerrtes Bild gedruckt wird. Mit dieser 1967 entwickelten Technik war es bereits vor der digitalen Bildbearbeitung möglich, verzerrte Bilder zu erzeugen.

### Elektronische Druckverfahren
Elektronischen Druckverfahren, auch Non-Impact-Printing oder NIP-Verfahren genannt, sind Verfahren ohne explizite Druckform und bezeichnen eine ständig wachsende Zahl von Farbthermodruckern, Plottern und Tintenstrahldruckern. Laserdrucker oder Zeilendrucker werden nicht zu den NIP-Verfahren gerechnet, da dort die Farbübertragung ohne Druckeinwirkung auf das Papier nicht erfolgen kann. Typendrucker sind zum Beispiel sogenannte Transferdurchdrucker und stellen eine Prinzipmischung aus Buchdruck und Siebdruck dar. Sie haben Formbestandteile (Typen), weisen aber nicht die typische Gesamtformkonstellation einer Druckmaschine auf. Der alte Dot-Matrix-Drucker, auch Nadeldrucker genannt, fällt ebenfalls in diese Kategorie. Der klassische Laserdrucker ist zu den elektronischen Flachdruckverfahren zu rechnen. Er hat durch die Abbildung des Druckbildes auf der Tonertrommel eine Druckform, wenn auch nur eine temporäre.

#### Thermodirektdruck
Beim Thermodirektdruck wird das Druckergebnis durch punktuelle Hitzeerzeugung statt durch mechanischen Anschlag oder Andruck erreicht. Es findet ein temperaturempfindliches Spezialpapier Verwendung, das sich bei Erhitzung schwärzt. Der Thermodruck wird häufig in Registrierkassen und wurde früher auch in Faxgeräten eingesetzt.
Im Jahr 2017 führte der japanische Gerätehersteller Brother ein zweifarbiges Thermodruckverfahren für Beschriftungsgeräte mit Schwarz und Rot ein.

#### Thermotransferdruck
Der Thermotransferdruck ist die Weiterentwicklung des Thermodirektdrucks vor allem im Bereich der CD und DVD-Bedruckung. Hierzu wird ein spezieller Drucker eingesetzt, der durch Erwärmung des Druckkopfes die Farbe von einer farbtragenden Polyesterfolie, Ribbon genannt, ablöst und auf ein spezielles Retransferband überträgt. Von diesem Retransferband wird dann eine Folie auf das zu bedruckende Medium aufgeschmolzen. Durch diese Zwischenübertragung ist eine hohe Auflösung möglich und der Druck kann vollflächig erfolgen. Daher können auch kleine Stückzahlen in fotorealistischer Qualität bedruckt werden.

#### Thermosublimationsdruck
Der Thermosublimationsdruck ist ebenfalls vom Thermotransferdruck weiterentwickelt worden. Der Unterschied ist die Übertragung der Farbe von der Trägerfolie auf das Papier durch Sublimation. Da die Farbe kurz gasförmig ist, lassen sich echte Tonwertabstufungen ohne Rasterung erzeugen. Eine Schwäche des Thermotransferdrucks bei Fotoausdrucken konnte dadurch beseitigt werden. Allerdings sind die Verbrauchskosten für Transferfolien sehr hoch, so dass sich diese Geräte auf dem Markt nicht halten konnten. In jüngster Zeit etabliert sich das Druckverfahren wieder bei kleinformatigen Fotodruckern als Zubehör für Digitalkameras.

#### Laserbeschriftung
Bei der Laserbeschriftung wird das zu bedruckende Material durch einen energiereichen Laserstrahl behandelt. Dabei kann es, je nach Material und Verfahren, zu chemischen Veränderungen kommen, etwa durch Verbrennung, Verfärbung, oder auch zu einem Materialabtrag. Die Laserbeschriftung wird heute weithin zur Beschriftung elektronischer Bauteile oder von Tastaturen genutzt. Ein besonderer Vorteil ist die Möglichkeit, auch sehr kleine, maschinenlesbare Schriften zu erstellen. Ein weiterer Vorteil besteht darin, dass zum Beispiel Plexiglasplatten häufig mit demselben Laser geschnitten und beschriftet werden können.

### 3D-Druck
3D-Druck ist eine Druckmethode aus der Fertigungstechnik. Dreidimensionale Objekte werden am Computer digital erstellt und mit einem 3D-Drucker ausgedruckt. Dabei werden bestimmte Materialien entweder schichtweise aufgebaut oder abgetragen. Seit 2012 gibt es Onlinelösungen, welche 3D-Sonderanfertigungen drucken sowie mit digitalen Bauanleitungen handeln.
3D-Druck bildet eine Ausnahme in den Verfahren, da keine Druckfarbe auf den Bedruckstoff mittels Druckform übertragen wird.

## Druckfarbe
Druckfarben sind in ihrer Zusammensetzung und in ihren Eigenschaften an das Druckverfahren angepasst. In allen Flachdruckverfahren und im Buchdruck werden pastöse und hochviskose Farben verwendet. Im Flexodruck und Tiefdruck hingegen werden niedrigviskose, dünnflüssige Farben benutzt. Im Siebdruckverfahren sind die gewählten Farben und ihre Eigenschaften von dem jeweiligen Verwendungszweck abhängig. Die historische Buchdruckfarbe der schwarzen Kunst bestand aus Ruß, der durch kräftiges Einspachteln in das selbstaushärtende Leinöl dispergiert wurde. Moderne Druckfarben sind hochkomplexe Stoffgemische.

## Geschichtlicher Überblick der wichtigsten Erfindungen aus dem Druckbereich
| Jahr                   | Erfindung                                                       | Erfinder                                                   | Anwendungsbereich                                                                         |
| ---------------------- | --------------------------------------------------------------- | ---------------------------------------------------------- | ----------------------------------------------------------------------------------------- |
| 4. Jahrtausend v. Chr. | Blindprägedruck mit Roll- und Stempelsiegeln                    | in Mesopotamien und Ägypten                                | Versiegelung von Krügen, Urkunden, Tonkartuschen, Gräbern                                 |
| 770                    | Holztafeldruck                                                  | entwickelt während der Sui-Dynastie                        | Druck von Blockbüchern                                                                    |
| 1040                   | Druck mit beweglichen Lettern (gebrannter Ton)                  | Bi Sheng                                                   | Buchdruck                                                                                 |
| 1234                   | Druck mit beweglichen Lettern (Holz, Kupfer, Blei oder Messing) | vermutlich entwickelt während der Goryeo-Dynastie in Korea | Buchdruck                                                                                 |
| 1400                   | Erfindung des Holzschnitts                                      | --                                                         | Buchdruck                                                                                 |
| 1440                   | Druck mit beweglichen Lettern (Blei)                            | Johannes Gutenberg                                         | Buchdruck                                                                                 |
| 1446                   | erster nachweisbar datierter Kupferstich                        | Peter Zamudio                                              | Einblattdruck, Buchillustration                                                           |
| 1457                   | erste Datierung einer Verlagsangabe in einem gedruckten Buch    | --                                                         | Buchdruck                                                                                 |
| 1469                   | ältestes Druckprivileg                                          | Johannes von Speyer in Venedig                             | Buchdruck                                                                                 |
| 1573                   | erste deutsche Buchdruckerordnung                               | in Frankfurt am Main                                       | Buchdruck                                                                                 |
| 1719                   | Drei- und Vierfarbdruck                                         | Jakob Christoph Le Blon                                    | Buchillustration, Reproduktionstechnik, Tapetendruck                                      |
| 1780                   | Kopierpresse                                                    | James Watt                                                 | Kopieren                                                                                  |
| 1797                   | Steindruck und Lithographie                                     | Alois Senefelder                                           | Einblattdruck, Buchillustration                                                           |
| 1798                   | Papiermaschine                                                  | Nicholas-Louis Robert                                      | Papierherstellung                                                                         |
| 1800                   | erste ganz aus Eisen gefertigte Handpresse, die Stanhope-Presse | Lord Stanhope                                              | Buchdruck                                                                                 |
| 1812                   | Zylinderdruckmaschine (Schnellpresse)                           | Friedrich Koenig                                           | hohe Auflagen von Buch, Zeitungen und Zeitschriften                                       |
| 1816                   | Schön- und Widerdruckpresse                                     | Friedrich Koenig                                           | Buchdruck                                                                                 |
| 1822                   | erstes Patent auf eine Setzmaschine                             | William Church                                             | Satzherstellung                                                                           |
| 1830                   | Tiegeldruckpresse (Bostonpresse)                                | Isaac Adams                                                | Buchdruck                                                                                 |
| 1830                   | Stereotypie                                                     | Firmin Didot                                               | Klischeeherstellung                                                                       |
| 1837                   | Chromolithografie (Farbdruck)                                   | Godefroy Engelmann                                         | Illustrationen, Kunstdruck                                                                |
| 1838                   | Galvano                                                         | Moritz Hermann von Jacobi                                  | Klischee                                                                                  |
| 1838                   | Fotografie                                                      | Louis Daguerre                                             | Porträts, Postkarten                                                                      |
| 1840                   | Strichätzung                                                    | Blasius Höfel                                              | Klischee                                                                                  |
| 1843                   | Rotationsdruck                                                  | Richard March Hoe                                          | hohe Auflagen von Büchern, Zeitungen und Zeitschriften in kurzer Zeit                     |
| 1844                   | Patent auf Papierfabrikation aus Holz                           | Friedrich Gottlob Keller                                   | Papierherstellung                                                                         |
| ca. 1850               | Lichtdruck (Phototypie)                                         | Louis-Alphonse Poitevin                                    | hochwertige Faksimiles und Kunstdrucke                                                    |
| ca. 1850               | Boston-Tiegelpresse stehendes Prinzip                           | J. Golding                                                 | Buchdruck                                                                                 |
| 1851                   | Falzmaschine                                                    | James Livesey                                              | Falzen                                                                                    |
| 1862                   | Komplettgießmaschine                                            | Johnson und Atkinson                                       | Satzherstellung                                                                           |
| 1863                   | Rollen-Rotationsdruckmaschine                                   | William Bullock                                            | Massenauflagen von Büchern, Zeitungen, Zeitschriften mit kurzfristigem Erscheinungstermin |
| 1867                   | Schreibmaschine                                                 | Christopher Latham Sholes                                  | Büroarbeit aller Art                                                                      |
| 1873                   | Mimeograph                                                      | Thomas Alva Edison                                         | Kopieren                                                                                  |
| 1879                   | Hektograph                                                      | Kwaisser und Husak                                         | Kopieren                                                                                  |
| 1881                   | Autotypie                                                       | Georg Meisenbach                                           | Glasgravurraster und Klischeeherstellung                                                  |
| 1886                   | Setzmaschine (Linotype)                                         | Ottmar Mergenthaler                                        | Maschinensatz                                                                             |
| 1897                   | Monotype-Setzmaschine                                           | Tolbert Lanston                                            | Satz                                                                                      |
| 1907                   | Offsetdruck                                                     | Ira W. Rubel/Cašpar Hermann                                | Indirekter Druck auf Papier, Folie, Blech                                                 |
| nach 1920              | Schapyrograph                                                   | ??                                                         | Kopieren                                                                                  |
| 1930                   | Serigraphie/Siebdruck                                           | Carl Zigrosser/Anthony Velonis                             | Plakate, Druck auf unterschiedlichste Materialien                                         |
| 1930                   | Lichtsetzmaschine (Uhertype)                                    | Edmund Uher                                                | Satz                                                                                      |
| 1938                   | Elektrofotografie                                               | Chester Carlson und Otto Kornei                            | Fotokopieren                                                                              |
| 1948                   | Rotofoto-Lichtsatzapparatur                                     | George Westover                                            | Satz                                                                                      |
| 1951                   | Klischograph                                                    | Rudolf Hell                                                | Klischeeherstellung, Buchdruck und Offset                                                 |
| 1961                   | Helio-Klischograph                                              | Rudolf Hell                                                | Tiefdruck                                                                                 |
| 1962                   | EDV-Einsatz bei Satzherstellung                                 | Linotype                                                   | Satz                                                                                      |
| 1963                   | Trommelscanner                                                  | Rudolf Hell                                                | Reproduktionstechnik, Offset                                                              |
| 1969                   | Euroskala                                                       | --                                                         | Reproduktionstechnik, Offset, Tiefdruck                                                   |
| 1969                   | Digitalkamera                                                   | Willard Boyle, George E. Smith                             | Reproduktionstechnik                                                                      |
| 1972                   | Proof, Cromalin                                                 | DuPont                                                     | Reproduktionstechnik, Tiefdruck, Offset                                                   |
| 1979                   | EBV-System                                                      | Rudolf Hell                                                | Reproduktionstechnik, Offset                                                              |
| 1982                   | Einführung von PostScript                                       | Adobe                                                      | Satz                                                                                      |
| 1985                   | Desktop-Publishing                                              | Adobe, Apple, Linotype                                     | Reproduktionstechnik, Offset                                                              |
| 1990                   | Einführung von PDF                                              | Adobe                                                      | Satz                                                                                      |
| 1993                   | Digitaldruck                                                    | --                                                         | Print-on-Demand                                                                           |
| 1993                   | Computer to Plate                                               | --                                                         | Offset                                                                                    |
| 1994                   | Print-on-Demand                                                 | --                                                         | Offset, Digitaldruck                                                                      |
| 2008                   | Computer to Press                                               | --                                                         | Offset                                                                                    |